# Rotokauri
Rotokauri est une banlieue semi-rurale située à l’ouest de la ville de Hamilton dans l’Île du Nord de la Nouvelle-Zélande.
.

## Situation
C’est l’une des futures zones urbaines de Hamilton, s’étendant tout le long de celle de Peacocke.
Elle est limitée au nord par la ville d’Horotiu, au nord-est par Pukete, à l’est par Te Rapa, au sud-est par Nawton , au sud par Grandview Heights, au sud-ouest par Whatawhata, à l’ouest et au nord-ouest par Te Kowhai.
Dans les limites de Rotokauri se trouve une impressionnante ferme d’orchidées, toutes en plantes, qui exporte des fleurs à travers le monde entier et fournit amplement du travail localement.